# Weiße Folter
Als Weiße Folter gelten Foltermethoden, die vorrangig die Psyche des Folteropfers angreifen, zeitweise oder dauerhaft schädigen oder zerstören. Synonym wird beschönigend der Begriff Saubere Folter verwendet.
Weiße Folter arbeitet daher nicht mit körperlicher Gewaltanwendung, die sichtbare Spuren hinterlässt. Ihre Anwendung und unmittelbare Wirkung ist schwer zu belegen oder nachzuweisen. Dafür in Frage kommen Schlafentzug, Toilettenverbot, Scheinhinrichtungen sowie Temperatur- oder Lärmfolter. Folter in Form starker „Elektroschocks“ mit Elektroschockern oder anderen Apparaten sowie Schläge bilden den Übergang zur Gewalt gegen den Körper.
Weiße Folter gab es unter der Bush-Regierung während des Krieges gegen den Terror, bemäntelt als Erweiterte Verhörmethoden.

## Methoden

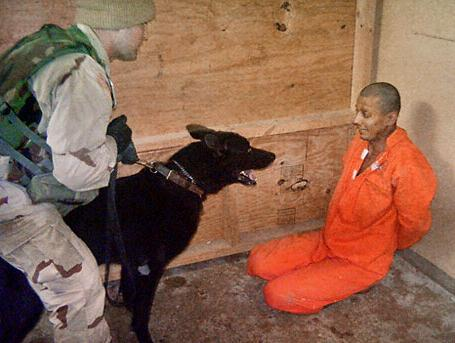
Ein gefesselter Gefangener im Abu-Ghuraib-Foltergefängnis wird vom Hund eines US-Soldaten bedroht.

Weitere Methoden sind Reizentzug (etwa Dunkelhaft oder langer Aufenthalt in einer Camera silens), Sauerstoffmangel-Folter und Waterboarding, langfristiges Stehenlassen in angespannter Haltung (bei welchem das Opfer Schmerz durch die unnatürliche Dauer der Muskelanspannung bzw. Belastung erleidet, den es als durch sich selbst verursacht erleben soll), Kitzeln, Erregen von Übelkeit bei Menschen mit Kinetose sowie allgemein entwürdigende und entmündigende Behandlung: Nacktheit, gezieltes Verwahrlosen-Lassen, Verlangen totaler Unterordnung, Behandlung als krank oder gestört, Verletzung des Schamgefühls als sogenannte Schamfolter und provozierte Desorientierung, z. B. durch Fixierung/Fesselung auf einem dreidimensional verstellbaren Drehsessel.
Eine ebenfalls übliche und bekannte Methode der Weißen Folter ist die sogenannte Isolationshaft, bei der das Opfer innerhalb eines Gefängnisses oder einer ähnlichen Einrichtung durch Methoden und Formen der sozialen Isolation und der sensorischen Deprivation weitgehend von sozialen Bedürfnissen (unter anderem zwischenmenschlicher Kommunikation, Information und emotionaler Zuwendung) und von substanziell notwendigen organisch-sensorischen Sinneseindrücken (Sehen, Hören, Riechen, Schmecken und Tasten) abgeschnitten (depriviert) wird. Sie bewirkt unter anderem erhebliche Beeinträchtigung der Funktionsfähigkeit des vegetativen Nervensystems sowie der Wahrnehmung und der kognitiven Leistungsfähigkeit und zielt auf die Zerstörung des psychischen Gleichgewichts ab, um den Gefangenen zu einem Geständnis, zur Zusammenarbeit mit seinen Folterern zu zwingen oder ihn psychisch zu zerstören.
Im fließenden Übergang zur körperlich schädigenden Folter werden u. a. folgende Methoden angewandt: Schütteln (vgl. hierbei bereits beschriebene körperliche Schäden/Todesfolgen ähnlich denen des Schütteltraumas), bewusste Unterkühlung oder Überhitzung im Raum des Gefangenen (vgl. Dehydratationssyndrome), Beschallung der Gefangenen mit ohrenbetäubendem Lärm (vgl. Hörschäden wie bleibende Ohrgeräusche und objektivierbare Hörminderungen).

## Dokumentationen
- 2007: Taxi zur Hölle (Taxi to the Dark Side)
- 2008: Standard Operating Procedure